# Pałac Sułkowskich w Lesznie
Pałac Sułkowskich w Lesznie – pałac wybudowany w II połowie XVI wieku w Lesznie. 

## Historia
Prawdopodobnie pierwszą rezydencję rodzina Leszczyńskich wzniosła w miejscu obecnego parku rosnącego przed pałacem. Znajdowała się ona w miejscu obecnego stawu i była wieżą mieszkalną. Około 1565 Rafał V Leszczyński rozpoczął budowę renesansowego pałacu, który powstał w obecnej lokalizacji. Przypominał zamek z arkadowym dziedzińcem, a w narożach znajdowały się cztery alkierzowe baszty. Jego wygląd opisano w wierszu Samuela Twardowskiego „Pałac Leszczyńskich”.
Przed budowlą znajdował się rozległy ozdobny ogród, który w swoich pismach wspominał Jan Ámos Komenský. Po pożarze w 1656 został odbudowany według projektu Pompeo Ferrariego, opisał go biskup Paweł Franciszek Sapieha w Diariuszu, w 1707 budynek ponownie spłonął. W obecnej postaci pałac powstał z polecenia Aleksandra Józefa Sułkowskiego odbudową i przebudową pałacu w latach 1750–1760 zajmował się Karol Marcin Frantz, po nim w latach 1770–1780 przebudową wnętrz kierował Ignacy Graff. Pałac utracił rolę rezydencjalną na rzecz zamku w Rydzynie. W 1813 ulokowano tu lazaret dla wojska rosyjskiego, trzydzieści lat później August Antoni Sułkowski sprzedał założenie pałacowe pruskiemu skarbowi państwa. Od 1845 do 1882 mieściło się tutaj Królewsko-Pruskie Gimnazjum, a następnie wnętrza zostały przebudowane na potrzeby sądu okręgowego i obwodowego. Po odzyskaniu przez Polskę niepodległości budynki nadal pełniły funkcje sądownicze, po II wojnie światowej gmach zajęło Prezydium Powiatowej Rady Narodowej. Podczas reformy administracyjnej powstało województwo leszczyńskie, w pałacu ulokowano Urząd Wojewódzki, który znajdował się tu do 1998. Po kolejnej zmianie administracyjnej Leszno przestało pełnić funkcję miasta wojewódzkiego, a w pałacu znalazł się Oddział Zamiejscowy Urzędu Wojewódzkiego w Poznaniu.

## Architektura
Pałac jest budowlą barokową założoną na planie wydłużonego prostokąta z 7-osiowym ryzalitem pośrodku, całość nakryta jest czterospadowym dachem. Elewacja 25-osiowa, otwory okienne są prostokątne otoczone opaskami, które dodano w 1884. Wnętrza są dwutaktowe, w korytarzach sklepienia typu kolebkowego, w północnej części parteru żaglaste. Na osi przyziemia znajduje się przedzielony ścianami na trzy części westybul. Na piętrze zachował się do czasów obecnych salon z dekoracją w stylu rokoko o motywach z epoki Ludwika XVI, która powstała podczas przebudowy wnętrz prowadzonej przez Ignacego Graffa w latach 1770–1780. Ściany zdobią podzielone płycinowo boazerie, w płycinach tych znajdują się zawieszone na wstążkach emblematy muzyczne.

## Obecne przeznaczenie
- filia Urzędu Wojewódzkiego;
- Starostwo Powiatowe;
- Oddział Wojewódzki NFZ.